# Joseph Kahn (director)
Joseph Kahn (nascut Ahn Jun-hee, coreà: 안준희; 12 d'octubre de 1972) és un director de cinema i vídeos musicals sud-coreà nacionalitzat estatunidenc guanyador d'un Grammy. Kahn ha treballat amb diversos artistes com Taylor Swift, Britney Spears, Eminem, Backstreet Boys, Imagine Dragons, Lady Gaga, Rob Thomas, Snoop Dogg, Chris Brown, Kelly Clarkson, Ava Max, Mariah Carey i Destiny's Child.

## Primers de la vida
Kahn va néixer Ahn Jun-hee (안준희) a Busan, Corea del Sud. La seva família va passar part de la seva infància allà i a Livorno, Itàlia fins que es va traslladar a Jersey Village (Texas), un suburbi de Houston, quan Joseph tenia set anys. Després de graduar-se a la Jersey Village High School el 1990, Kahn va anar a la Tisch School of the Arts de la Universitat de Nova York però va abandonar al cap d'un any. Tornant a Houston, va començar a dirigir vídeos musicals hip hop.

## Carrera

### Vídeos musicals
La videografia de Kahn abasta trenta anys. A mitjans de la dècada de 1990 va dirigir vídeos musicals per a artistes com Aaliyah, Ice Cube, Backstreet Boys i Snoop Dogg. El 2003, Kahn va guanyar el seu primer Grammy pel vídeo "Without Me" d'Eminem, que també va guanyar el MTV Video Music Award al millor vídeo de l'any, així com a la Millor direcció. El seu vídeo de Katy Perry "Waking Up in Vegas" va guanyar el MVPA al millor vídeo de l'any 2009.
L'ús que va fer Kahn de la cultura pop japonesa als vídeos musicals va començar amb el vídeo "Doesn't Really Matter" de Janet Jackson. El vídeo també va ser el vídeo més car que ha dirigit Kahn i es troba entre la llista de vídeos musicals més cars de tots els temps, amb un cost de més de 2,5 milions de dòlars.
El 2014, Kahn va rebre The Icon Award als UK Music Video Awards.El 2015, Kahn va dirigir les eleccions de MTV per al vídeo de l'any, el millor vídeo pop, el millor vídeo femení i la millor col·laboració per a diversos vídeos del cinquè àlbum d'estudi de la cantautora estatunidenca Taylor Swift 1989, incloent "Blank Space", "Bad Blood", "Wildest Dreams" i "Out of the Woods" i el seu sisè àlbum d'estudi Reputation, inclòs "Look What You Made Me Do", "...Ready for It?", "End Game" i "Delicate". Va guanyar el Premi Grammy al Millor Vídeo Musical de 2015 pel senzill de Swift "Bad Blood" amb Kendrick Lamar.
El 2017, Kahn va guanyar el vídeo de l'any dels American Country Music Awards per "Forever Country". El 2019, Kahn va col·laborar amb Ava Max per al vídeo musical "Torn", i va dirigir un nou vídeo musical per a Mariah Carey l'èxit de 1994, "All I Want for Christmas Is You". El 27 d'agost de l'any 2019, Kahn va dirigir el videoclip de la cançó "Torn" d'Ava Max. L'any 2022, Kahn va dirigir un vídeo musical per al senzill principal de Chris Brown "Iffy" del seu proper projecte. àlbum Breezy.En el mateix any va col·laborar de nou amb Ava Max dirigint el videoclip de la cançó "Maybe you're the problem" del segon àlbum d'estudi de la cantant albanesa.

### Cinema
Kahn també va dirigir la pel·lícula d'acció del 2004 Torque: Rodant al límit protagonitzada per Ice Cube. El maig de 2007, es va anunciar que dirigiria una adaptació del clàssic de ciència-ficció de William Gibson Neuromancer per al productor Peter Hoffman. El 7 de maig de 2010, Fangoria va informar que Vincenzo Natali, el director de Cube i Splice, experiment mortal, havia assumit les tasques de direcció i també reescriuria el guió. El 2011, Kahn va dirigir ¡ la comèdia de terror d'autopromoció de baix pressupost Detention. Després de guanyar una sèrie de premis favorits del públic al circuit de festivals de cinema, Detention va ser recollit per la distribució cinematogràfica per part de Sony per a un llançament el 2012.
El juliol de 2016, es va publicar un metratge de prova del personatge de DC Comics Swamp Thing que va ser dirigit per Kahn per a la possible pel·lícula Justice League Dark. L'última pel·lícula de Kahn és Bodied, una comèdia negra satírica sobre les tensions racials al món de la lluita de galls del rap. La pel·lícula va ser produïda per Eminem i es va estrenar al Festival Internacional de Cinema de Toronto de 2017, on va guanyar el premi People's Choice Award a la secció Midnight Madness. Bodied va continuar recollint els premis del públic tant a l'AFI Fest i el Fantastic Fest d'Austin. El seu quart llargmetratge, Ick, protagonitzat per Brandon Routh, Malina Weissman i Mena Suvari, està previst que s'estreni el 2024 i s'estrenarà al Festival Internacional de Cinema de Toronto de 2024.